# A Page
A Page es el álbum sencillo debut de la cantante china Yuqi. El álbum fue lanzado digitalmente el 13 de mayo de 2021 por Cube Entertainment. Consta de dos sencillos, «Giant» y «Bonnie & Clyde».

## Antecedentes y lanzamiento
El 6 de mayo de 2021, Cube Entertainment reveló un teaser del álbum debut de Yuqi, A Page, a través del canal de las redes sociales de (G)I-dle. Un adelanto de las canciones fue publicado el 11 de mayo. Un vídeo musical animado de «Giant» fue subido en el canal oficial de YouTube de (G)I-dle. El vídeo ilustraba a una niña corriendo apresuradamente como si fuera perseguida por algo hacia un bosque, seguido por la silueta de la misma niña cayendo. Al final del vídeo, sostiene el espejo que anteriormente estaba en el suelo y una luz brillante alumbra el paisaje oscuro.
El álbum fue lanzado el 13 de mayo de 2021.

## Composición
«Giant» está escrita y compuesta por  Yuqi, BoyToy, Young Sky, Peter Hyun y ChaTone. Es una canción que contiene sonidos de batería de género pop rock, destacando su grandeza. El segundo sencillo, «Bonnie & Clyde», está inspirada en una escena de la película. Es de género dance pop influenciado por la cultura ball de los 90.

## Lista de canciones
| N.º  | Título           | Letras                                                                      | Música                                                                      | Duración |  |
| 1.   | «Giant»          | Song Yuqi, BoyToy, Young Sky, Peter Hyun, ChaTone                           | Song Yuqi, BoyToy, Young Sky, Peter Hyun, ChaTone                           | 3:29     |  |
| 2.   | «Bonnie & Clyde» | Galeyn Tenhaeff, Catalina Schweighauser, Joel Strömgren, Benjamin Roustaing | Galeyn Tenhaeff, Catalina Schweighauser, Joel Strömgren, Benjamin Roustaing | 2:54     |  |
| 6:23 |                  |                                                                             |                                                                             |          |  |